# なっち (IC乗車カード)
なっちとは、南海バスが発行・発売するICカード乗車券である。南海バス、南海ウイングバス、南海りんかんバスのICカードシステム導入路線で使用出来る（一部の自治体関連バスを除く）。

## 概要
2016年10月1日に南海バス・南海ウイングバス金岡・南海ウイングバス南部で導入された。2020年3月14日に南海りんかんバスにエリア拡大。なお、2022年4月1日に南海ウイングバス南部は南海ウイングバス金岡を合併し、南海ウイングバスとなっている。
プリペイド式のICカード乗車券。普通精算と昼割精算の2つの残高を持っており、昼割精算は平日の10時 - 16時および土休日の終日に利用可能（ただし関西空港リムジンバス、深夜バス、深夜急行バスは普通精算のみ）。チャージは1,000円単位で、普通精算と昼割精算のどちらにチャージするかを選ぶ方式。普通精算と昼割精算を合わせて最大20,000円までチャージ可能（プレミア分を除く）。
名称の由来は、南海バスの「な」とタッチの「ッチ」から。
なお、南海系列の和歌山バス・和歌山バス那賀では2020年4月に独自のICカード「kinoca」を導入しており、「なっち」は使用できない。
2024年9月6日に南海バス公式ホームページのインフォメーションで取り扱い終了について発表があり、新規購入とチャージは2025年3月31日をもって終了し、カードの利用は2025年8月31日に終了する。

## 割引サービス
普通精算時には1,000円チャージ毎に120円のプレミアが付く、昼割精算時では200円のプレミアが付く。
2023年10月31日まで、1回目の精算から2回目の精算が2時間以内の場合大人一人につき50円、小児一人につき20円が割引されていた（昼割精算時、泉北・河内長野リムジンバス利用時は対象外）。

## 相互利用

相互利用関係（クリックで拡大）

「なっち」そのものは南海バス専用のICカードであり他のエリアでは使用できないが、なっち使用エリアではなっち導入前からPiTaPaを導入しており、交通系ICカード全国相互利用サービスの片利用が可能。なお、「なっち」以外のICカードはバス内でのチャージ不可。